# 平成風俗
『平成風俗』（へいせいふうぞく 英題: japanese manners）は、2007年2月21日 に東芝EMIより発売された日本のシンガーソングライター・椎名林檎とヴァイオリニストで編曲家の斎藤ネコによるスタジオ・アルバム。同年4月25日にはアナログ盤とDVD-Audio『平成風俗 大吟醸』を同時発売した。
本項では、DVD『平成風俗 大吟醸』についてもあわせて記述する。

## 概要
本作は、椎名林檎の個人名義としては前作『加爾基 精液 栗ノ花』以来、約4年ぶりのリリースとなるアルバム。ただし単独名義ではなく、椎名作品でヴァイオリン演奏や指揮、オーケストラ・アレンジなどを手掛けてきた斎藤ネコとの共同名義によるコラボレーション・アルバムとなっている。
音楽監督を担当した映画「さくらん」のサウンドトラック制作から発展し、斎藤ネコとのコラボレーションにより生まれた歌謡アルバム。椎名林檎の歌声を軸に、総勢70名のオーケストラをはじめ曲ごとに変わるミュージシャンの編成によってさまざまな楽器の音を用いた多彩なサウンドアプローチがとられている。
『加爾基 精液 栗ノ花』収録曲を中心とした既発曲をビッグバンドやオーケストラでリアレンジした楽曲8曲 と5曲の新曲 を収録している。
映画「さくらん」においては通常のサウンドトラックは発売されていないため、映画をイメージして制作された本作がその代替を務める形になっている。劇中使用曲の他、それらの楽曲の別アレンジや別バージョンも収録されており、サウンドトラックの発展形として位置づけられている。
斎藤ネコとの打ち合わせで「J-POPではなく邦楽で、なるべく使い捨てられない半永久的なもので、それでいてちゃんと“風俗”のもの」というテーマが出ていたので、タイトルを『平成風俗』とした。椎名にとって“風俗”とは、「高尚なものではなく生活に根差している必要不可欠なもの」「音楽的に言うなら歌モノであったり旋律や和声を難しくしないということ」で、自分ではそういう作品を作ったつもりだと語っている。
ディスクジャケットのデザインはアートディレクターの木村豊が手掛けている。ジャケット写真はバスタブの中にギターやピアノなどが詰め込まれたものだが、それらの楽器とともに椎名林檎を模した「林檎」、斎藤ネコを模した「猫」、そして本作のレコーディングとミキシング（プロデュース）を担当している井上雨迩を模した「ウニ」も登場している。
本作は初回限定盤と通常盤の2形態での発売となり、初回盤は十字開き特殊デジパック仕様のパッケージでステッカー3点とコースターが封入された。
2007年4月25日には、ボーナストラックとして配信限定でリリースされた「カリソメ乙女 DEATH JAZZ ver.」を収録したアナログ盤と、96kHz/24bitの高音質で録音したアナログ盤の収録曲に加え、特典音源としてDTS 5.1chサラウンド リニアPCMの超高音質で「錯乱 TERRA ver.」「花魁」「la salle de bain」を追加収録したDVD-Audio盤『平成風俗 大吟醸』の大吟醸仕様（アートブック・ポストカード風ブロマイド入り特殊パッケージ）が完全初回生産限定で同時発売された。

## 制作の背景
プライベートでも親交のあるカメラマン・蜷川実花から彼女の初監督作品となる映画「さくらん」の音楽制作を依頼されたことをきっかけに誕生したアルバム。椎名にとっても、音楽監督を担当するのは初めてのことだった。
本人は当初、この仕事を当時の自身の活動の主軸であったバンド東京事変として受けることを考えていた。しかし同バンドのドラマー・刄田綴色が骨折による治療や療養で参加が難しかったこと、また映画音楽として求められているサウンドと東京事変としてのサウンドが一致しなかったことなどから、"椎名林檎"個人として引き受けることに決めた。代わりに制作上のパートナーに選んだのは、アレンジと指揮を担当する斎藤ネコと、東京事変も含む椎名作品を長年手掛けているレコーディング&ミキシング・エンジニアの井上雨迩だった。
オファーを受けた時、椎名はまずこの平成風俗のようなアルバムを作った上で、そこから取り出した音色をさらに機械で構築していくというかなりテクノロジーに寄った音楽を納品しようと思っていた。また、この映画のために自身の念願だったインストゥルメンタル曲を書き下ろし、それを劇中曲として使用するつもりだった。しかし、監督サイドからは全くそのようなものは求められていないことがわかり、アルバムの楽曲をほぼそのまま提供するという形になった。また『さくらん』の世界観を考えた時に、技巧として最新のテクノロジーは使っても楽器は全て古典音楽に使われているものが良いのだろうと考え、最終的にどの曲にも斎藤ネコによる緻密なオーケストラ・アレンジを施した。
選曲に関しては、曲のサイズも含め、映像対応で考えていった。既存の曲が多い理由は、音楽制作に入る前に渡された撮影済みの映像に「こういう新曲を書いて欲しい」という意味で過去の曲が貼り付けてあったため。自身の中ではすでに終わっている表現と同じ方向で作品を焼き直すということは椎名にとって質の低下を意味する。そこでそれをさけながら監督の意向に従うため、新曲に限定せずに自分が一番合うと思う楽曲を提供することにした。
斎藤ネコと仕事をすることにしたのは、時間が限られていたので以前から自身の楽曲のライブのオーケストラ・アレンジ用の譜面を数多く書いてもらっていた彼なら作業を進めやすいという理由から。またそれらの楽曲にはスタジオ音源がなかったので、いずれきちんとレコーディングしなければという思いもあった。そこでこの話を機にそれをアルバムとしてまとめようと決め、それが結果的に「さくらん」に楽曲を提供するためのアルバムになった。
新曲について、椎名は最初からあとで編集してつなぐことを前提に複数の曲を同時進行で書くというパズルのような曲作りを行った。アレンジについては、斎藤ネコと1曲1曲を解体して曲の核になる部分は何なのかを2人でよく吟味してから斎藤がオーケストラ用の譜面を書いた。曲によっては椎名とエンジニアの井上雨迩とが綿密に打ち合わせを行い、打ち込みとミックスしている。また当初はインストゥルメンタルとして作っていたが、あとで歌を乗せて欲しいと言われた時のために歌詞も書いた。その作業に一番時間がかかり、それを含めて制作期間は1ヶ月ほどかかった。
歌詞については、既発曲は熟考を重ねて選曲し、新曲に関しては映画を観ていないリスナーにも伝わるようなソングライティングを行った。
演奏では、斎藤ネコ率いる総勢70名にも上るマタタビオーケストラほか複数のオーケストラが作品に参加しており、全体的に"オーケストラ"を前面に押し出したアルバムとなっている。また東京事変からも、骨折で療養中だった刄田を除く3人のメンバーが作品に参加している。伊澤一葉は「ギャンブル」でピアノを担当。浮雲は同じく「ギャンブル」でエレクトリック・ギターを担当した他、楽曲（「花魁」）も提供している。また亀田誠治は「浴室」のリミックスに使用された同曲の2ndアルバム『勝訴ストリップ』収録バージョンの音源でベース演奏と編曲（2000年）を担当している。

## 収録曲

### 楽曲解説
1. ギャンブル gamble
  - 映画「さくらん」の予告編映像に使用された楽曲。
  - 監督の蜷川実花から「道中のシーンで流れるのは歌モノがいい」と言われ、この曲をその映像に当てたい思ったのと、ライブ・ バージョンが作品化されている（『絶頂集』）がまだスタジオで録ったことがなかったので選曲した[5]。
  - 東京事変から伊澤一葉と浮雲が参加している。
2. 茎 stem
  - 椎名の8枚目のシングルおよび3rdアルバム『加爾基 精液 栗ノ花』収録曲をアレンジしたもの。
  - 歌詞は英語詞となっている。
3. 錯乱 (TERRA ver.) confusion
  - この曲には2バージョンあり、ブラジリアンなアレンジの“ONKIO ver.”（シングルのカップリングに収録）とはがらりと変わったビッグバンド・ジャズにアレンジされている。華やかなアレンジに対し、歌詞では引き裂かれるような激しい感情が歌われている。作品に登場する女性たちの「なんて、やりきれない」という気持ちを表す曲が一曲欲しいと思って作った[6]。
  - 原作の安野モヨコが“錯乱”と“花魁”を合わせた造語のつもりで“さくらん”とタイトルを付けたということを聞き、その陰と陽ということで「錯乱」と「花魁」を作った[6]。
4. ハツコイ娼女 “firstlove” singer
  - 本作で唯一、劇中曲として使用されていない楽曲。
  - 音楽的には古典楽器と打ち込みを融合させた現代的な楽曲[7]。
  - 打ち込みパートを作っている時は出演女優の菅野美穂の表情や着物の色合いをイメージしていたが、結局劇中では使用されなかったので、自分の作品でよりパーソナルな楽曲にしようと思い、声の録り方や詞世界に引っ張られながら作り上げた[6]。
  - 「花魁」と共に、当初は既に録音した素材を切り張りして組み立てようと思っていた曲だったが、せっかくだから斎藤ネコにこの曲用の譜面を書いてもらおうということになり、短時間で書き上げてもらった。ちなみにこの曲の歌は自宅で録ったもの[7]。
  - 「椎名林檎 (生)林檎博'08 〜10周年記念祭〜」で初披露された。
5. パパイヤマンゴー papaya mango (原題：MANGOS)
  - オリジナルはローズマリー・クルーニーによって歌唱されたカバー曲。椎名がオリジナル・アルバムにカヴァー曲を収録するのは初めてのこと[7]。
  - ローズマリー・クルーニーのバージョンは英語詞なのに対し、本作に収録されている歌詞は英語とフランス語がミックスされたペトゥラ・クラークのバージョンが元になっている[8]。
  - 映画で描かれる花魁というのは枕を共にすることだけが仕事ではなく、歌って踊れなければいけないというある種エンターテイナー的な側面もあるので、音楽でもキャバレー的な世界を表現しないといけないと考えた。そこでこういうムードというのは世界共通なんだと観客にも理解して欲しくて、それをわかりやすく伝えるために有名な曲を借用した[7]。
  - 前年末のファンクラブ・イベント「林檎班大会」でアルバムに収録することを想定して先行して披露していた[7]。
6. 意識 consciously
  - 椎名の3rdアルバム『加爾基 精液 栗ノ花』収録曲をアレンジしたもの。
7. 浴室 la salle de bain
  - 2作目のアルバム『勝訴ストリップ』に収録された原曲と、9枚目のシングル「りんごのうた」のカップリング曲「la salle de bain」とをリミックスしたバージョン。歌詞は2番のBメロまで日本語で、2番のサビからは英語となっている。
8. 迷彩 camouflage
  - 椎名の3rdアルバム『加爾基 精液 栗ノ花』収録曲をアレンジしたもの。
9. ポルターガイスト poltergeists
  - 椎名の3rdアルバム『加爾基 精液 栗ノ花』収録曲をアレンジしたもの。
10. カリソメ乙女 (TAMEIKESANNOH ver.) "temporary" virgin
  - 主演の土屋アンナの水揚げシーンに合わせて書かれた曲。監督が一番始めにイメージを固めたシーンで音楽がすごく大事だと考えられていた。しかし椎名自身は歌を乗せるのはどうかと思ったのとバンドネオンとヴァイオリンで引っ張る曲にしたいという音のイメージがあったので、インストゥルメンタルでも歌モノでも成立するように書き下ろした。順番としてはインストの“HITOKUCHIZAKA ver.”（シングル「この世の限り」のカップリングに収録）が最初にあり、その後、この“TAMEIKESANNOH ver.”を作った。情熱的なイメージと色っぽい映像のリンクを考えて、この2曲はタンゴにアレンジされている[9]。
  - 歌詞に関しては映画の場面から切り離された内容で、映画における主人公の在り方や現代の女性に求められる強靱さを詰め込もうとしてトラック制作とほとんど同時に書いた[9]。
  - ジュディ・オングの「魅せられて」という曲の在り方を意識している[9]。
11. 花魁 courtesan
  - 浮雲の2002年の作品。「主人公がいかにいい女かを見せるというダイジェストの場面に歌モノが欲しい」という発注があり、彼女を称賛する男性の視点の歌詞がいいと考えた時にこの曲のことを思い出し、彼に使用する許可をもらった。原曲はギターロック的でありながらモータウン的なアレンジの楽曲だったが、作品に合わせて浮遊感のあるアレンジに変更した。まずリズム・トラックを打ち込み、そこに弦が欲しいと思ったのですでに録音した他の曲の素材を切り貼りして組み立てようと思っていた。しかし斎藤ネコに新たに「ハツコイ娼女」用の譜面を書いてもらうことになったのでこの曲の譜面も一緒に書いてもらうことにした[9]。
  - 前述の「錯乱」と対になるタイトル[6]。
  - アルバム発売前の2006年12月30日-31日、東京事変として参加した「COUNTDOWN JAPAN 06/07」にて初披露した。
12. 夢のあと scar
  - 東京事変の1stアルバム『教育』収録曲のセルフカバー。英題は「a scar of dreams」から「scar」に変更されている。
  - 両形態（初回生産限定盤・通常盤）の初回プレス分のブックレットでは、歌詞の「塊」が「魂」と誤植されている。
13. この世の限り memory
  - 実兄の椎名純平とのデュエットソング。映画のエンディングで使用された[9]。
  - エンディングにこだわっているという監督の意向を尊重し、自分なりにそれを解釈して「男女がちゃんと共存しているもの」「家族愛に近い感情」を歌詞に書いた。慣れ合いの仲で新たに相手の魅力をみつける感受性をもち続けることは難しいが、それもひとつの幸せの追求の仕方であり、それを曲にしようとした時、デュエット相手は兄以外考えられなかった[4][9]。
  - 「椎名林檎 (生)林檎博'08 〜10周年記念祭〜」で披露された。
14. カリソメ乙女 (DEATH JAZZ ver.) “temporary” virgin
  - アナログ盤限定ボーナストラック。SOIL&"PIMP"SESSIONSと共演した配信限定曲。
  - 主題歌だが劇中では使用されていない。これは映画『風の谷のナウシカ』における安田成美の歌うシンボル・テーマソング「風の谷のナウシカ」のような在り方を意識したもの。この“DEATH JAZZ ver.”も、劇中には出てこないが映画を観ようと思う人間が内容をイメージしやすいよう映画を象徴する存在にしたかった[9]。
  - コラボをSOIL&"PIMP"SESSIONSにオファーしたのは、輸入物ではなく、歌謡曲ではあるが昭和歌謡のレプリカではないもの、コンテンポラリーな日本の音楽でありながら、技巧やセンスを余すところなく使っているものという椎名の好むサジ加減を分かっているから[9]。

### トラックリスト
全作詞・作曲：椎名林檎　全編曲：斎藤ネコ　（注記を除く）
| #         | タイトル                                                             | 作詞      | 作曲・編曲 | 演奏                 | 時間 |
| --------- | -------------------------------------------------------------------- | --------- | ---------- | -------------------- | ---- |
| 1.        | 「ギャンブル」                                                       |           |            | コマエノオーケストラ | 5:53 |
| 2.        | 「茎」                                                               |           |            | ノラネコオーケストラ | 4:27 |
| 3.        | 「錯乱」(TERRA ver.)                                                 |           |            | アノヨノオーケストラ | 3:49 |
| 4.        | 「ハツコイ娼女」                                                     |           |            | ナダタルオーケストラ | 4:02 |
| 5.        | 「パパイヤマンゴー」(作詞・作曲：Sid Wayne、Dee Libbey)              |           |            | マタタビオーケストラ | 3:08 |
| 6.        | 「意識」                                                             |           |            | ノラネコオーケストラ | 2:41 |
| 7.        | 「浴室」(編曲：斎藤ネコ、亀田誠治、中山信彦、井上雨迩)               |           |            | マタタビオーケストラ | 4:24 |
| 8.        | 「迷彩」                                                             |           |            | マタタビオーケストラ | 3:57 |
| 9.        | 「ポルターガイスト」                                                 |           |            | ノラネコオーケストラ | 3:00 |
| 10.       | 「カリソメ乙女」(TAMEIKESANNOH ver.)                                 |           |            | カリソメオーケストラ | 2:49 |
| 11.       | 「花魁」(作詞：浮雲、椎名林檎；作曲：浮雲；編曲：椎名林檎、斎藤ネコ) |           |            | ナダタルオーケストラ | 5:13 |
| 12.       | 「夢のあと」                                                         |           |            | マタタビオーケストラ | 5:03 |
| 13.       | 「この世の限り」(唄：椎名林檎と椎名純平)                             |           |            | コノヨノオーケストラ | 3:31 |
| 合計時間: | 合計時間:                                                            | 合計時間: | 51:57      |                      |      |

| #         | タイトル                          | 作詞      | 作曲・編曲 | 演奏                | 時間 |
| --------- | --------------------------------- | --------- | ---------- | ------------------- | ---- |
| 14.       | 「カリソメ乙女」(DEATH JAZZ ver.) |           |            | SOIL&"PIMP"SESSIONS | 2:31 |
| 合計時間: | 合計時間:                         | 合計時間: | 54:09      |                     |      |

### 楽曲クレジット
- All songs recorded & mixed by 井上雨迩

1. ギャンブル
作詞・作曲：椎名林檎　編曲・指揮：斎藤ネコ　演奏：コマエノオーケストラ
  - concertmaster: グレート栄田
  - violins: 滝沢幸二郎、矢野晴子、押鐘貴之、今野均、栄田緑、藤家泉子、福森隆、村田幸謙、小倉達夫、中島弦一郎、角田千寿子、坂田佳奈子、入江茜、伊藤彩、浅井眞理
  - violas: 山田雄司、遠山克彦、大沼幸枝、渡部安見子、高嶋麻由、島岡智子
  - cellos: 笠原あやの、矢島富雄、小沢豊、重松正昭、松葉春樹、森谷佳奈
  - basses: 斎藤輝彦、千葉一樹、谷中隆、安東章夫
  - harp: 朝川朋之
  - piccolo&flute: 若松純子
  - flute: 升本格
  - oboe: 庄司さとし
  - clarinet: 十亀正司
  - french horns: 藤田乙比古、萩原顕彰、広川実、勝俣奏
  - trumpets: 西村浩二、菅坡雅彦、河東信夫
  - trombones: 村田陽一、古賀慎治、池城勉
  - tuba: 柏田良典
  - timpani: 高田みどり
  - percussions: 高田みどり
  - electric guitar: 浮雲
  - piano: 伊澤一葉
  - electric bass: 井上富雄
  - drums: 古田たかし
2. 茎
作詞・作曲：椎名林檎　編曲・指揮：斎藤ネコ　演奏：ノラネコオーケストラ
  - concertmaster: グレート栄田
  - violins: 桐山なぎさ、村田幸謙、押鐘貴之、入江茜、横田林三、小倉達夫、滝沢幸二郎、浜野考史、栄田緑、今野均、中島弦一郎
  - violas: 秋山俊樹、高嶋麻由、古川原裕仁、細川亜維子
  - cellos: 笠原あやの、前田善彦、藤沢俊樹、阿部雅士
  - basses: 斎藤輝彦、谷中隆
  - piano: エルトン永田
  - bass: バカボン鈴木
  - drums: 藤井信雄
3. 錯乱 (TERRA ver.)
作詞・作曲：椎名林檎　編曲・指揮：斎藤ネコ　演奏：アノヨノオーケストラ
  - concertmaster: グレート栄田
  - violins: 滝沢幸二郎、矢野晴子、中島弦一郎、今野均、栄田緑、村田幸謙、小倉達夫、藤家泉子、角田千寿子
  - violas: 山田雄司、遠山克彦
  - cellos: 笠原あやの、矢島富雄
  - alto saxophones: 近藤和彦、本間将人
  - tenor saxopnones: 竹野昌邦、小池修
  - baritone saxophones: 宮本大路
  - trumpets: 西村浩二、横山均、木幡光邦、鈴木正則
  - trombones: 村田陽一、広原正典、奥村晃、山城純子
  - percussions: 三沢またろう
  - piano: 市川秀男
  - electric guitars: 古川昌義、柳沢二三男
  - electric bass: 高水健司
  - drums: 山木秀夫
4. ハツコイ娼女
作詞・作曲・打込：椎名林檎　編曲・指揮：斎藤ネコ　演奏：ナダタルオーケストラ
  - concertmaster: グレート栄田
  - violins: 滝沢幸二郎、矢野晴子、押鐘貴之、今野均、栄田緑、藤家泉子、福森隆、村田幸謙、小倉達夫、渡辺剛、角田千寿子、坂田佳奈子、入江茜、伊藤彩、浅井眞理
  - violas: 山田雄司、遠山克彦、遠山常身、大沼幸枝、渡部安見子、高嶋麻由
  - cellos: 笠原あやの、矢島富雄、阿部雅士、重松正昭、徳澤青弦、槙岡絵里香
  - basses: 斎藤輝彦、千葉一樹、谷中隆、今野京
  - harp: 朝川朋之
  - flutes: 高桑英世、若松純子
  - oboe: 福井貴子
  - clarinet: 十亀正司
  - bassoon: 福井蔵
  - vox recorded by 佐々木玲央
5. パパイヤマンゴー
作詞・作曲：Sid Wayne, Dee Libbey　編曲・指揮：斎藤ネコ　演奏：マタタビオーケストラ
  - concertmaster: グレート栄田
  - violins: 桐山なぎさ、押鐘貴之、矢野晴子、入江茜、坂田佳奈子、小倉達夫、滝沢幸二郎、藤家泉子、栄田緑
  - violas: 秋山俊樹、高嶋麻由
  - cellos: 笠原あやの、槙岡絵里香
  - flutes: 高桑英世、野口みお
  - french horns: 藤田乙比古、萩原顕彰
  - trumpets: 西村浩二、横山均
  - trombones: 村田陽一、奥村晃、池城勉
  - piano: エルトン永田
  - electric bass: 井上富雄
  - drums: 古田たかし
6. 意識
作詞・作曲：椎名林檎　編曲・指揮：斎藤ネコ　演奏：ノラネコオーケストラ
  - concertmaster: グレート栄田
  - violins: 桐山なぎさ、村田幸謙、押鐘貴之、入江茜、横田林三、小倉達夫、滝沢幸二郎、浜野考史、栄田緑、今野均、中島弦一郎
  - violas: 秋山俊樹、高嶋麻由、古川原裕仁、細川亜維子
  - cellos: 笠原あやの、前田善彦、藤沢俊樹、阿部雅士
  - basses: 斎藤輝彦、谷中隆
  - piano: エルトン永田
  - bass: バカボン鈴木
  - drums: 藤井信雄
7. 浴室
作詞・作曲：椎名林檎　2003年編曲・指揮：斎藤ネコ　2000年編曲・ベース：亀田誠治　打込：中山信彦　再編集：井上雨迩　演奏：マタタビオーケストラ
  - concertmaster: グレート栄田
  - violins: 滝沢幸二郎、桑田穣、渡辺剛、角田千寿子、坂田佳奈子、藤家泉子、高橋香織、矢野晴子、三木希生子、小倉達夫、安西一陽、常見千絵、入江茜、栄田緑、関泰子、三島英稔、大久保祐子
  - violas: 秋山俊樹、遠山常身、大沼幸枝、細川亜維子、亀井宏子、高嶋麻由
  - cellos: 古川展生、笠原あやの、阿部雅士、重松正昭、前田善彦、槙岡絵里香
  - basses: 斎藤輝彦、安東章夫、今野京、谷中隆
  - harp: 朝川朋之
  - piccolo&flute: 相澤政宏
  - flute: 佐藤憲介
  - oboe: 池田昭子
  - clarinet: 十亀正司
  - bassoon: 福井蔵
  - french horns: 有馬純晴、阿部雅人、和田博史、西條貴人
  - trumpets: 高橋敦、中山隆崇、奥野儀光
  - trombones: 村田陽一、井口有里、藤井良太
  - tuba: 佐藤潔
  - timpani: 高田みどり
  - percussions: 高田みどり
8. 迷彩
作詞・作曲：椎名林檎　編曲・指揮・ヴァイオリン：斎藤ネコ　演奏：マタタビオーケストラ
  - concertmaster: グレート栄田
  - violins: 桐山なぎさ、押鐘貴之、矢野晴子、入江茜、坂田佳奈子、小倉達夫、滝沢幸二郎、藤家泉子、栄田緑
  - violas: 秋山俊樹、高嶋麻由
  - cellos: 笠原あやの、槙岡絵里香
  - flutes: 高桑英世、野口みお
  - french horns: 藤田乙比古、萩原顕彰
  - trumpets: 西村浩二、横山均
  - trombones: 村田陽一、奥村晃、池城勉
  - piano: エルトン永田
  - electric bass: 井上富雄
  - drums: 古田たかし
9. ポルターガイスト
作詞・作曲：椎名林檎　編曲・指揮：斎藤ネコ　演奏：ノラネコオーケストラ
  - concertmaster: グレート栄田
  - violins: 桐山なぎさ、村田幸謙、押鐘貴之、入江茜、横田林三、小倉達夫、滝沢幸二郎、浜野考史、栄田緑、今野均、中島弦一郎
  - violas: 秋山俊樹、高嶋麻由、古川原裕仁、細川亜維子
  - cellos: 笠原あやの、前田善彦、藤沢俊樹、阿部雅士
  - basses: 斎藤輝彦、谷中隆
10. カリソメ乙女 (TAMEIKESANNOH ver.) 
作詞・作曲：椎名林檎　編曲・指揮：斎藤ネコ　演奏：カリソメオーケストラ
  - violins: 斎藤ネコ、太田恵資
  - acoustic&electric guitar: 鬼怒無月
  - piano: 林正樹
  - bass: 鳥越啓介
  - accordion: 佐藤芳明
11. 花魁
作詞・作曲：浮雲　英訳・打込：椎名林檎　管弦編曲・指揮：斎藤ネコ　演奏：ナダタルオーケストラ
  - concertmaster: グレート栄田
  - violins: 滝沢幸二郎、矢野晴子、押鐘貴之、今野均、栄田緑、藤家泉子、福森隆、村田幸謙、小倉達夫、中島弦一郎、角田千寿子、坂田佳奈子、入江茜、伊藤彩、浅井眞理
  - violas: 山田雄司、遠山克彦、大沼幸枝、渡部安見子、高嶋麻由、島岡智子
  - cellos: 笠原あやの、矢島富雄、小沢豊、重松正昭、松葉春樹、森谷佳奈
  - basses: 斎藤輝彦、千葉一樹、谷中隆、安東章夫
  - harp: 朝川朋之
12. 夢のあと
作詞・作曲：椎名林檎　編曲・指揮：斎藤ネコ　演奏：マタタビオーケストラ
  - concertmaster: グレート栄田
  - violins: 桐山なぎさ、押鐘貴之、矢野晴子、入江茜、坂田佳奈子、小倉達夫、滝沢幸二郎、藤家泉子、栄田緑
  - violas: 秋山俊樹、高嶋麻由
  - cellos: 笠原あやの、槙岡絵里香
  - flutes: 高桑英世、野口みお
  - french horns: 藤田乙比古、萩原顕彰
  - trumpets: 西村浩二、横山均
  - trombones: 村田陽一、奥村晃、池城勉
  - piano: エルトン永田
  - electric bass: 井上富雄
  - drums: 古田たかし
13. この世の限り
作詞・作曲：椎名林檎　唄：椎名林檎・椎名純平　編曲・指揮：斎藤ネコ　演奏：コノヨノオーケストラ
  - concertmaster: グレート栄田
  - violins: 滝沢幸二郎、矢野晴子、中島弦一郎、今野均、栄田緑、村田幸謙、小倉達夫、藤家泉子、角田千寿子
  - violas: 山田雄司、遠山克彦
  - cellos: 笠原あやの、矢島富雄、小沢豊、重松正昭、松葉春樹、森谷佳奈
  - basses: 斎藤輝彦、千葉一樹、谷中隆、安東章夫
  - harp: 朝川朋之
  - piccolo&flute: 若松純子
  - flute: 升本格
  - oboe: 庄司さとし
  - clarinet: 十亀正司
  - french horns: 藤田乙比古、萩原顕彰、岡村陽、田辺愛子
  - alto saxophones: 近藤和彦、本間将人
  - tenor saxopnones: 竹野昌邦、小池修
  - baritone saxophones: 宮本大路
  - trumpets: 西村浩二、横山均、木幡光邦、鈴木正則
  - trombones: 村田陽一、広原正典、奥村晃、山城純子
  - timpani: 高田みどり
  - percussions: 高田みどり
  - percussions: 三沢またろう
  - piano: 市川秀男
  - electric guitars: 古川昌義、柳沢二三男
  - electric bass: 高水健司
  - drums: 山木秀夫
14. カリソメ乙女 (DETH JAZZ ver.) - ボーナストラック
作詞・作曲：椎名林檎　編曲・演奏：SOIL&"PIMP"SESSIONS

## 『平成風俗 大吟醸』
『平成風俗 大吟醸』（へいせいふうぞく だいぎんじょう 英題: Japanese Manners Premium）は、2007年4月25日に東芝EMIより発売された椎名林檎が斎藤ネコと共同名義で発売したアルバム『平成風俗』の音源を収録した完全初回生産限定DVD VIDEO。
フォーマットをCDからDVDにすることでより高音質で音楽を届けることを目的に企画され、DVDビデオの音声トラックにCDアルバムを超える96k/24bitの高音質 ですべてのCD収録曲およびボーナストラックとして「カリソメ乙女 DEATH JAZZ ver.」を収録した映像作品。映像トラックには先行シングル「この世の限り」のミュージック・ビデオのほか、気鋭のクリエイターたちがアルバム曲のイメージをアニメやコラージュを駆使して表現したモーション・グラフィックスを収録。また特典コンテンツとして打ち上げの音声や「錯乱 TERRA ver.」「花魁」「la salle de bain」の3曲をDTS 5.1chサラウンドで収録している。
2014年11月5日には、本作のハイレゾ音源の配信が開始された。

### 収録内容
| #   | タイトル                                              | 作詞 | 作曲・編曲 | 演奏                 | 時間 |
| --- | ----------------------------------------------------- | ---- | ---------- | -------------------- | ---- |
| 1.  | 「ギャンブル」                                        |      |            | コマエノオーケストラ | 5:53 |
| 2.  | 「茎」                                                |      |            | ノラネコオーケストラ | 4:27 |
| 3.  | 「錯乱」(TERRA ver.)                                  |      |            | アノヨノオーケストラ | 3:48 |
| 4.  | 「ハツコイ娼女」                                      |      |            | ナダタルオーケストラ | 4:02 |
| 5.  | 「パパイヤマンゴー」                                  |      |            | マタタビオーケストラ | 3:08 |
| 6.  | 「意識」                                              |      |            | ノラネコオーケストラ | 2:40 |
| 7.  | 「浴室」                                              |      |            | マタタビオーケストラ | 4:23 |
| 8.  | 「迷彩」                                              |      |            | マタタビオーケストラ | 3:57 |
| 9.  | 「ポルターガイスト」                                  |      |            | ノラネコオーケストラ | 3:00 |
| 10. | 「カリソメ乙女」(TAMEIKESANNOH ver.)                  |      |            | カリソメオーケストラ | 2:49 |
| 11. | 「花魁」                                              |      |            | ナダタルオーケストラ | 5:13 |
| 12. | 「夢のあと」                                          |      |            | マタタビオーケストラ | 5:03 |
| 13. | 「この世の限り」                                      |      |            | コノヨノオーケストラ | 3:30 |
| 14. | 「カリソメ乙女」(DEATH JAZZ ver.；ボーナス・トラック) |      |            | SOIL&"PIMP"SESSIONS  | 2:31 |

| #  | タイトル         | 作詞 | 作曲・編曲 | 時間  |
| -- | ---------------- | ---- | ---------- | ----- |
| 1. | 「試飲会の模様」 |      |            | 16:50 |

| #         | タイトル             | 作詞      | 作曲・編曲 | 演奏                 | 時間 |
| --------- | -------------------- | --------- | ---------- | -------------------- | ---- |
| 2.        | 「錯乱」(TERRA ver.) |           |            | コマエノオーケストラ | 3:48 |
| 3.        | 「花魁」             |           |            | ノラネコオーケストラ | 5:13 |
| 4.        | 「la salle de bain」 |           |            |                      | 4:08 |
| 合計時間: | 合計時間:            | 合計時間: | 89:50      |                      |      |

### 映像クレジット
1. ギャンブル
  - director: 木津裕史 P.I.C.S.
  - animation: 花ひな子、木野小太郎
  - CG: 針生悠伺
  - design: 広岡毅
  - cooperation: 田中克明
2. 茎
  - director: 針谷建二郎 ADAPTER + 黒田潔
  - animation: 大島貴明 morrow
  - 3D animation: 黒木南郷
  - 3D modeling: 千葉祐吾 UNITEDDESIGN
3. 錯乱 (TERRA ver.)
  - director: 池田一真 P.I.C.S.management
  - CG: 今井正人
4. ハツコイ娼女
  - director: 橋本大祐 P.I.C.S.
5. パパイヤマンゴー
  - dirctor, designer, animator: 山口真人
  - special thanks: Ryan Eric, Yae, soft
6. 意識
  - director: 笠原紗千子 A super rabbit
7. 浴室
  - director: くろやなぎてっぺい
  - mangaka: ねむようこ
8. 迷彩
  - director: 市村幸卯子 Pyramid Film Inc.
  - animation dir.: 吉田義道 Pyramid Film Inc.
  - CG: 柴田大平
  - photographs: 古久保亮介
  - styling: 大吉弘晋
  - emblem design: Shiro Fukuo
9. ポルターガイスト
  - dirctor, designer, animator: 山口真人
  - illustrator: 吉浦晴耕
  - special thanks: 顕徳のネコ、十川陽介、鶴田秋彦、LUPINの方々
10. カリソメ乙女 (TAMEIKESANNOH ver.)
  - director: 木綿達史 空気モーショングラフィックス KOO-KI
  - animation: 空気モーショングラフィックス KOO-KI
  - 3DCG: 山中能雄、関直之、和歌山博 株式会社ゼネラルアサヒ
11. 花魁
  - director: 志賀匠 P.I.C.S.management
12. 夢のあと
  - director: 山下裕智
13. この世の限り
  - production: 株式会社 祭 / MAZRI Inc.
  - producer: 千葉広二
  - director: 番場秀一
  - director of photography: 河津太郎
  - gaffer: 中野創平
  - art: ENZO ART BREAKERS
  - grip: 佐藤秀夫 グリップアソシエイト
  - styling: 杉山優子
  - hair & make-up: 稲垣亮弐
  - choreographer: 根津菜穂子
  - production manager: 小林雄介
14. カリソメ乙女 (DETH JAZZ ver.)
  - director: 梅村麻里&ジョナサン・バウンド studioplum
  - producer: 松居秀之 P.I.C.S.
  - production manager: 吉田挙雄 P.I.C.S.
  - movie coordinate: 大塚勝彦 Virgin Music Co.